# التنظيم السري (مجموعة قصصية)
التنظيم السري هي مجموعة قصصية من تأليف الأديب المصري الحاصل على جائزة نوبل في الأدب نجيب محفوظ صدرت لأوّل مرة في عام 1984.

## عن الكتاب
يتألف الكتاب من مجموعة قصصية تضمّ 8 قصص تتباين في حجمها من حيث الطول والقصر فتتراوح ما بين القصة القصيرة والرواية القصيرة أو النوفيلا، وتحمل القصص التي يحتويها الكتاب عناوينًا مثل:
- التنظيم السري
- البقاء للأصلح
- الفأر النرويجي
- قاتل نديم
- تحت السمع والبصر
- في أثر السيدة الجميلة
- السيد "س"
- شارع ألف صنف

## أبحاث أكاديمية ودراسات نقدية حول الكتاب
كانت قصص مجموعة تحت المظلة موضوعًا للتحليل في عدد من الأبحاث الأكاديمية والدراسات النقديّة، ومنها:
- أطروحة بعنوان «بنية القصة القصيرة في المجموعة القصصية "التنظيم السري" لنجيب محفوظ» أعدتها الباحثتان زينب علي صوشة ورزيقة بن البار ونالتا عنها شهادة الماجستير في الأدب الحديث من قسم اللغة والأدب العربي بكلية الآداب واللغات بجامعة محمد بوضياف في المسيلة بالجزائر في يونيو عام 2019.[5]

## روابط خارجية
- صفحة الكتاب على موقع جود ريدز
- صفحة الكتاب على موقع أبجد